# La Lomba de Campestedo

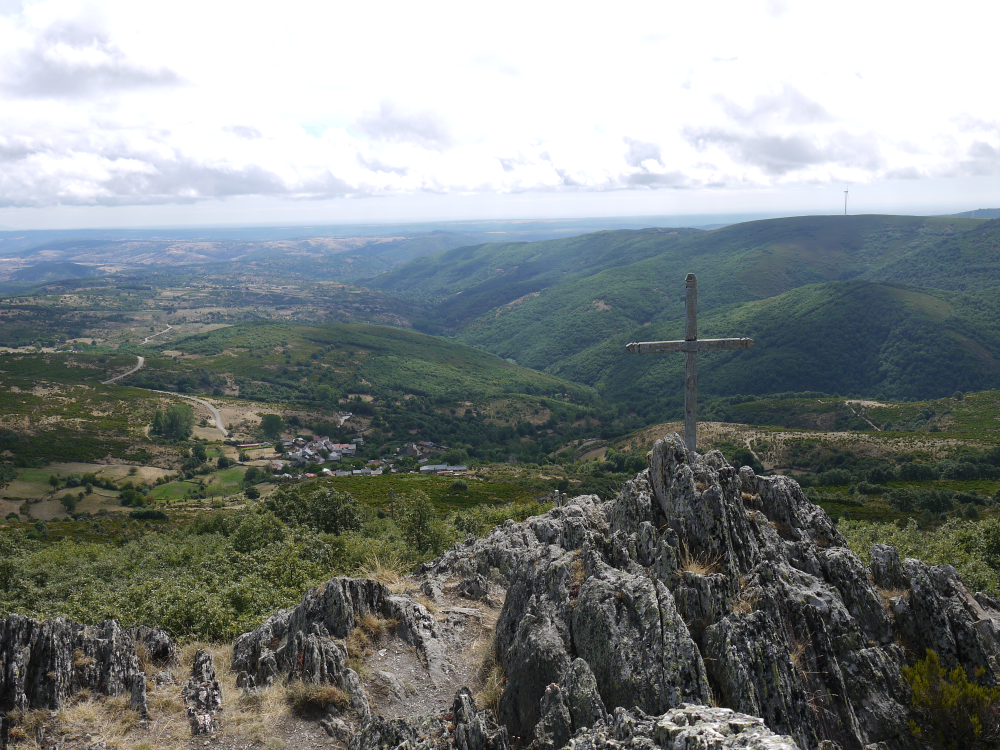
La Lomba desde la cima del Cueto Rosales

La Lomba de Campestedo, también conocida como la Lomba de Campestredo o simplemente La Lomba, es una meseta situada en la comarca de Omaña, en
el límite sur del macizo Asturiano de la cordillera Cantábrica, al este de la sierra de Gistredo. Forma parte de la Reserva de la Biosfera de los valles de Omaña y Luna. Hoy en día es una entidad geográfica sin ningún reconocimiento jurídico, pero antiguamente constituía uno de los cuatro concejos históricos de Omaña y municipio con cabeza en Campo la Lomba. La Lomba cuenta con una rica tradición cultural, amenazada de olvido por la despoblación que sufre la zona en la actualidad.

## Etimología
El nombre de La Lomba proviene del leonés llomba, que significa loma, por su
aspecto desde los valles circundantes, situados a cotas más bajas.
Aunque en documentos antiguos aparece con el nombre traducido
al castellano La Loma, el topónimo leonés se ha conservado como nombre oficial, si bien con la "Ll" inicial 
transformada en la L. 

## Geografía

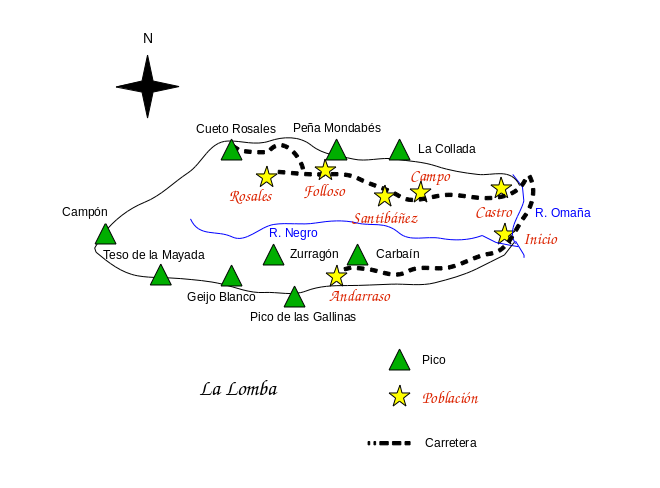
Croquis de la Lomba, indicando la situación de las poblaciones y los accidentes geográficos más destacados.

La Lomba limita al norte y al este con el valle del Omaña, al sur con el de Valdesamario y al oeste con el Valle Gordo. Es una meseta
rodeada de montes y tesos poco escarpados, el más alto de los cuales es el Campón al suroeste (1638 m). También destacan el Cueto de Rosales (1557 m) al norte, y Teso de la Mayada (1598 m), Pico de las Gallinas (1489 m) y el Carbaín (1470 m) en la Sierra de la Salsa, al sur. La altitud media decrece de oeste a este. El río Negro fluye por el centro del valle hasta desembocar en el Omaña en el término de Inicio. Las poblaciones en el interior de la Lomba están situadas en la margen norte del río Negro, con orientación al sur. Este es el caso de Rosales, Folloso, Santibáñez, Campo y Castro. La excepción es Andarraso, ubicado en la ladera sur del Carbaín.

### Comunicaciones
Se puede acceder a la Lomba por carretera asfaltada por tres
puntos:
1. Por la cuesta del Cueto, tomando la CV-128-5 desde la carretera LE-493 (León a Caboalles), a la altura de El Castillo.
2. Por Castro tomando la CV-128-5 en Riello.
3. Por Inicio, saliendo de Riello por la CV-128-5 y tomando el primer giro a la izquierda (CV-128-11)

Las dos primeras rutas comunican con Castro, Campo, Santibáñez,
Folloso, Rosales y la cima del Cueto de Rosales. La tercera ruta
permite el acceso a Inicio y Andarraso. También existen varios
senderos conectando los valles circundantes y hay una vía
ancha no asfaltada en la sierra de la Salsa habilitada para la
construcción y el mantenimiento de los molinos eólicos instalados en sus cumbres.

### Clima
Según la clasificación climática de Köppen, la Lomba pertenece a la zona climática Csb, con temperaturas templadas, superando los 10 °C durante cuatro o más meses al año y con veranos secos. Debido a la altitud del terreno, los inviernos son muy fríos con nevadas abundantes.

## Geología
La Lomba se encuentra en la zona geológica Asturoccidental-leonesa (ZAOL); el
valle está en la zona de transición entre las formaciones precámbricas del norte y cámbricas del sur.
El terreno de la parte norte de la Lomba se caracteriza por una alternancia de
rocas de granos grueso (areniscas y microconglomerados y de grano
fino (pizarras y lutitas). La participación de rocas volcánicas ácidas
es muy alta. Las rocas de grano más grueso están compuestas predominantemente de cuarzo,
plagioclasa y micas; las de grano más fino contienen principalmente cuarzo, moscovita, clorita y
sericita. En las cercanías de Rosales existe un afloramiento poco deformado por plegamiento del que se ha podido extraer una serie sedimentológica con rasgos similares a los observados en la zona
Cantábrica, al norte de la falla de Cornombre y la Urz.
En la parte meridional de la Lomba aflora la formación Cándana-Herrería, del Cámbrico inferior, rica en
carbonatos, probablemente resultante de depósitos marinos de poca
profundidad con contribución de depósitos aluviales. En los estratos
superiores pueden aparecer fósiles marinos, lo que permite su
datación. La formación conocida como Caliza de Vegadeo se apoya sobre el
sustrato Cámbrico anterior, y es visible en la Lomba, a la cual atraviesa de oeste a
este, desapareciendo al este de Inicio. Este terreno contiene calizas y
dolomías muy deformadas. En un afloramiento a 1 km al sur
de Rosales, en la vertiente norte del río Negro, se observan 
intercalaciones de una roca verde, formada por clorita, anfíbol, epidota
y carbonatos en los estratos de nivel medio, con mármoles rosados en los estratos superiores; se le
atribuye una edad del Cámbrico inferior-medio. Asociados a esta formación se han hallado minerales de
cobre y oro,
pero en cantidades demasiado pequeñas para que su extracción resulte económicamente viable.

## Recursos naturales

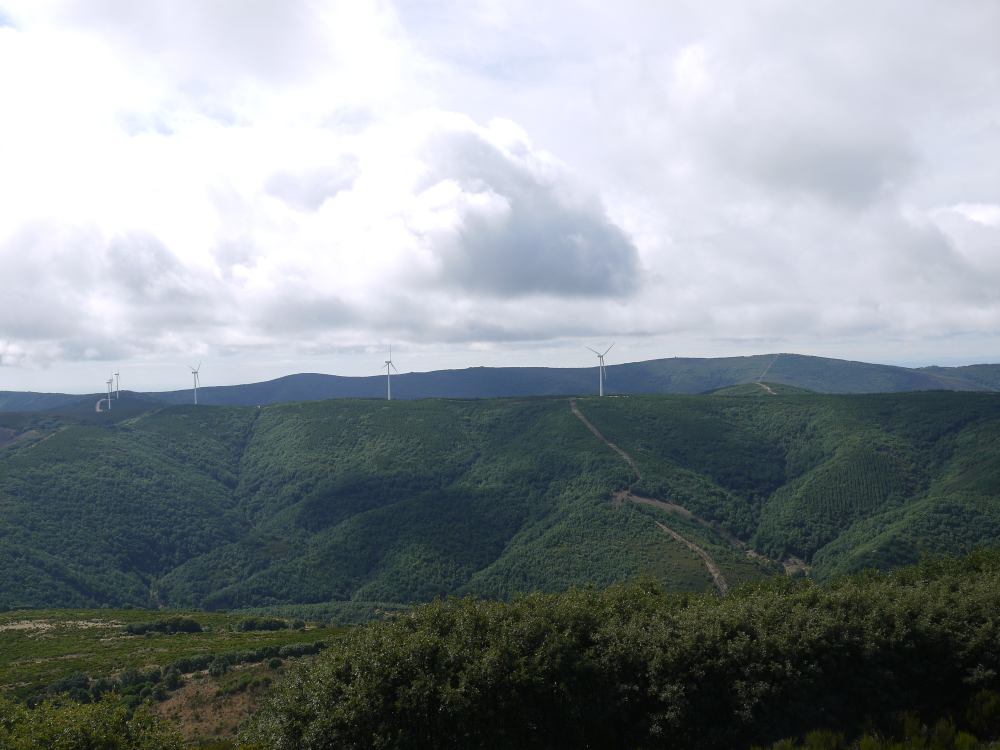
Molinos de viento en la Lomba

Los suelos pobres y el clima duro de la Lomba, han dificultado siempre la
agricultura. Los cultivos tradicionales eran el centeno en los
terrenos de secano en cotas altas, y el lino, legumbres, berzas y árboles
frutales en las huertas y terrenos de regadío; 
la patata, artículo fundamental en la
alimentación tradicional de la región, se sembraba en huertas y
terrenos de secano. Las tierras centenales, bastante pobres, se
dejaban en barbecho de uno a dos años. El terreno cultivado se
distribuía en hojas, para poder agrupar las tierras sembradas y dejar
pastar el ganado en la hoja de barbecho.  Prácticamente, toda la
producción agrícola se dedicaba al autoconsumo, con los restos de la
siembra dedicados a alimentar al ganado.
La ganadería constituía el principal recurso económico de los
habitantes de la Lomba desde la antigüedad hasta tiempos muy
recientes. Todos o casi todos los vecinos contaban con algunas vacas, ovejas,
cabras y cerdos, en propiedad o en régimen de aparcería. Los terrenos
de montaña que no se podían aprovechar para la siembra se
utilizaban para pastos; en el pasado, con cabañas ganaderas bastante
abundantes, los pastos eran el origen de no pocos conflictos entre los
pueblos vecinos.
En tiempos presentes, a causa de la despoblación y a la poca
rentabilidad de la ganadería a pequeña escala, subsisten sólo algunos
rebaños. La apicultura también es relativamente importante. En 2009 se
realizó la construcción de 5 molinos eólicos en las cimas de la
Sierra de la Salsa; estas instalaciones han resultado en una
bienvenida fuente de ingresos para Andarraso y Rosales, aunque su funcionamiento también ha levantado
controversias el posible impacto ambiental y en concreto por el
peligro que puede suponer para la supervivencia del
urogallo,
especie muy amenazada en Omaña.

## Flora y fauna

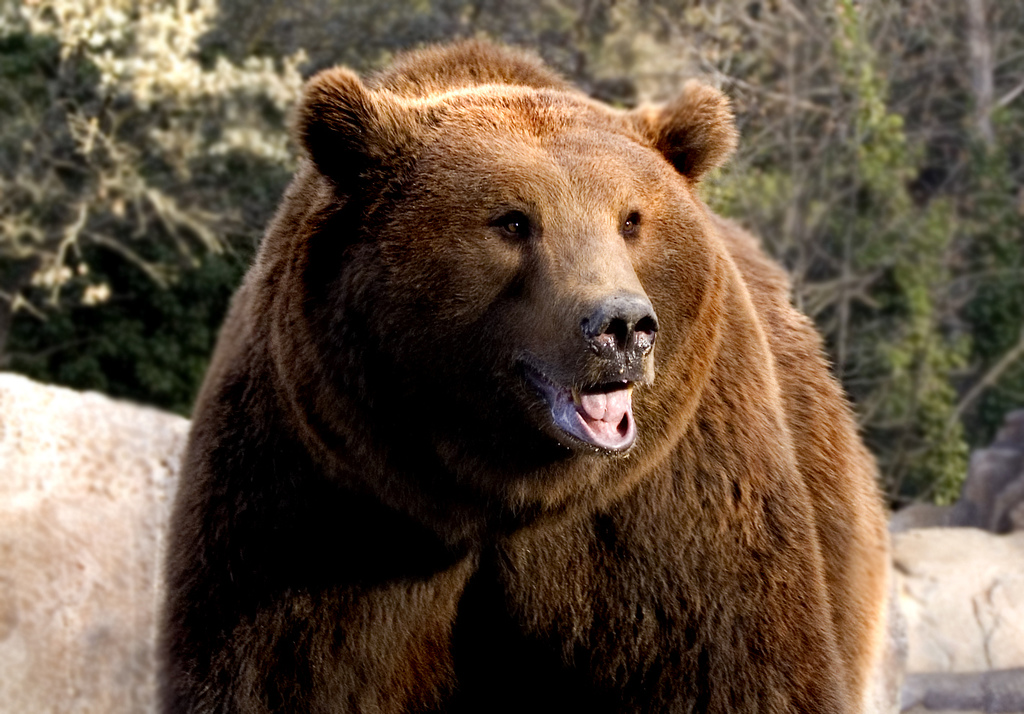
La Lomba forma parte del territorio del oso pardo

La Lomba está incluida en la Reserva de la Biosfera de los valles de Omaña y Luna., Lugar de Importancia Comunitaria, Espacio Natural y ZEPA (Zona de Especial Protección para las Aves).
En las laderas altas se da la vegetación de matorral, con abundancia de piornos (escobas) y urces o brezos. Este tipo de vegetación es muy abundante en las tierras centenales abandonadas. En la Sierra de la Salsa hay praderas de alta montaña (brañas) tradicionalmente
dedicadas a los pastos. Los rebollos (Quercus pyrenaica) cubren grandes extensiones de
terreno. En la zona de fondo de valle abundan también los chopos,
negrillos y alisos.
Entre las especies animales, destacan los corzos,
jabalíes, las águilas reales, halcones peregrinos, etc.; especies singulares como
el lobo ibérico, el alcaudón dorsirrojo y la perdiz pardilla; y especies endémicas de la montaña noroccidental, como la liebre de piornal. También se encuentran poblaciones de
trucha común en el río Negro. La Lomba se encuentra en el territorio
de especies amenazadas, como el oso pardo  y el urogallo cantábrico.

## Concejo de la Lomba

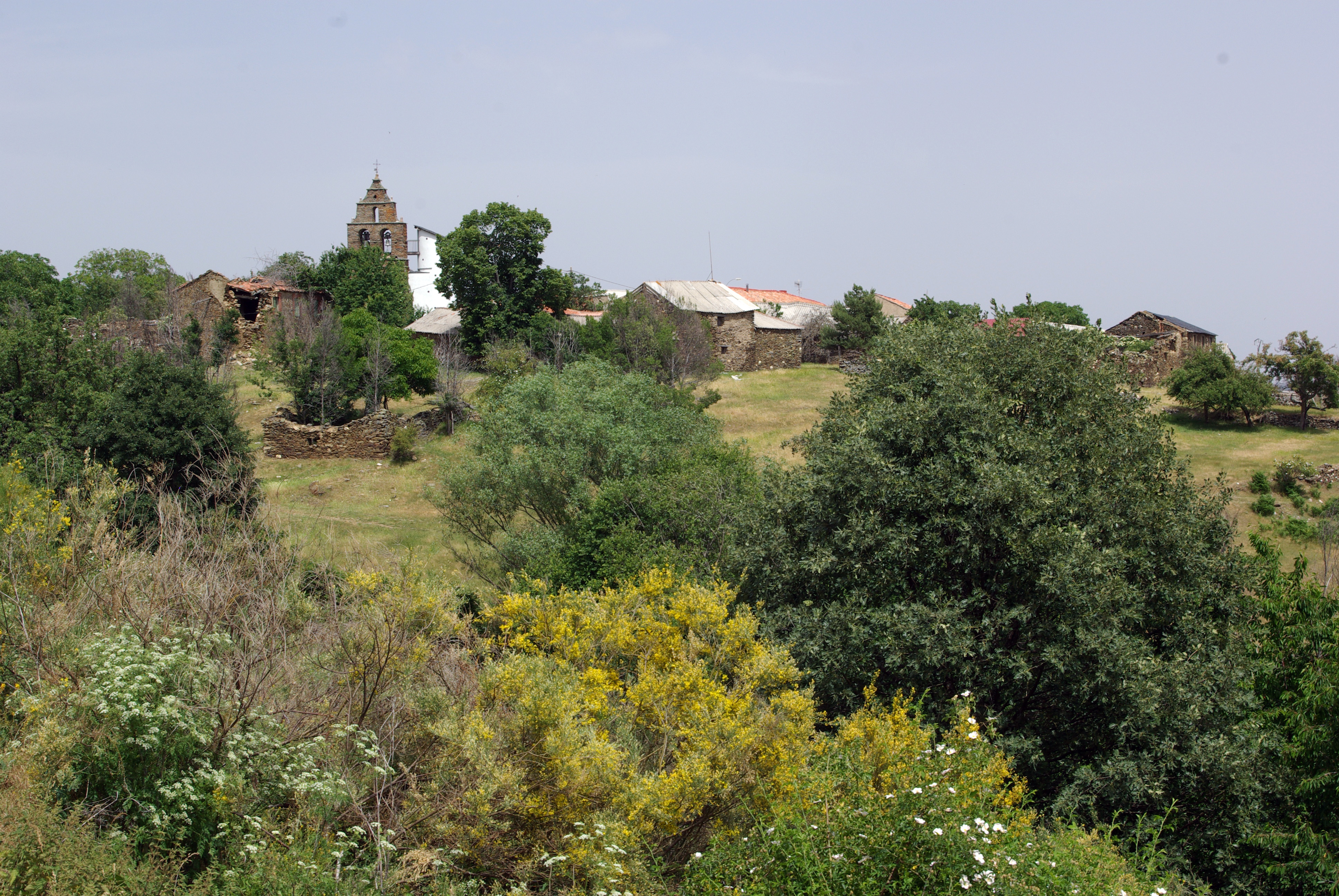
Campo la Lomba, cabeza del exmunicipio formado por las poblaciones pertenecientes al antiguo Concejo de la Lomba

El Concejo de la Lomba aparece mencionado por primera vez en
documentos de la Edad Media, ya entonces agregado a
los concejos omañeses de Los Travesales, Paredes, Omaña y Villamor de Riello. Las reuniones concejiles tenían lugar en el puente de
Aguasmestas, a la entrada del Valle Gordo. La unidad administrativa y judicial de los concejos
de Omaña perduró bajo el señorío del Condado de Luna, compartiendo juez y corregidor. Aunque La Lomba fue
uno de los concejos que se unió a una serie de pleitos iniciados en el siglo XV para poner fin a
los abusos de Diego Fernández Vigil de Quiñones y los siguientes condes, 
no quedó libre del señorío hasta el siglo XIX, en las postrimerías
del Antiguo Régimen.
Al comienzo del siglo XIX la Lomba se componía de los pueblos de
Andarraso, Campo, Folloso, La Omañuela, Rosales y Santibáñez. Más
tarde, todos estos lugares aparecen integrados en el Municipio de
Inicio, junto con Castro de la Lomba y varias localidades de Valle de
Valdesamario, pasando la Omañuela a formar parte del ayundamiento de
Riello. En 1857 las poblaciones de la Lomba constituyen un
ayuntamiento independiente, Campo de la Lomba, compuesto de Andarraso, Campo,
Castro, Folloso, Inicio, Rosales y Santibáñez. En 1970 y hasta la
fecha actual el ayuntamiento de Campo queda integrado en Riello.

## Cultura

### Lengua
En la Lomba actualmente se habla predominantemente una variedad
dialectal del castellano con muchas influencias del leonés; el leonés
todavía cuenta con hablantes, pero se encuentra en retroceso, debido a la fuerte influencia cultural del castellano y a
la carencia de oportunidades para la escolarización en leonés. 
La variante local del leonés corresponde al dialecto occidental, aunque con rasgos peculiares; el más dintinguible es la
tendencia a convertir la "o" en "u", justo lo contrario que se oye en 
otras regiones vecinas de Omaña.

### Costumbres

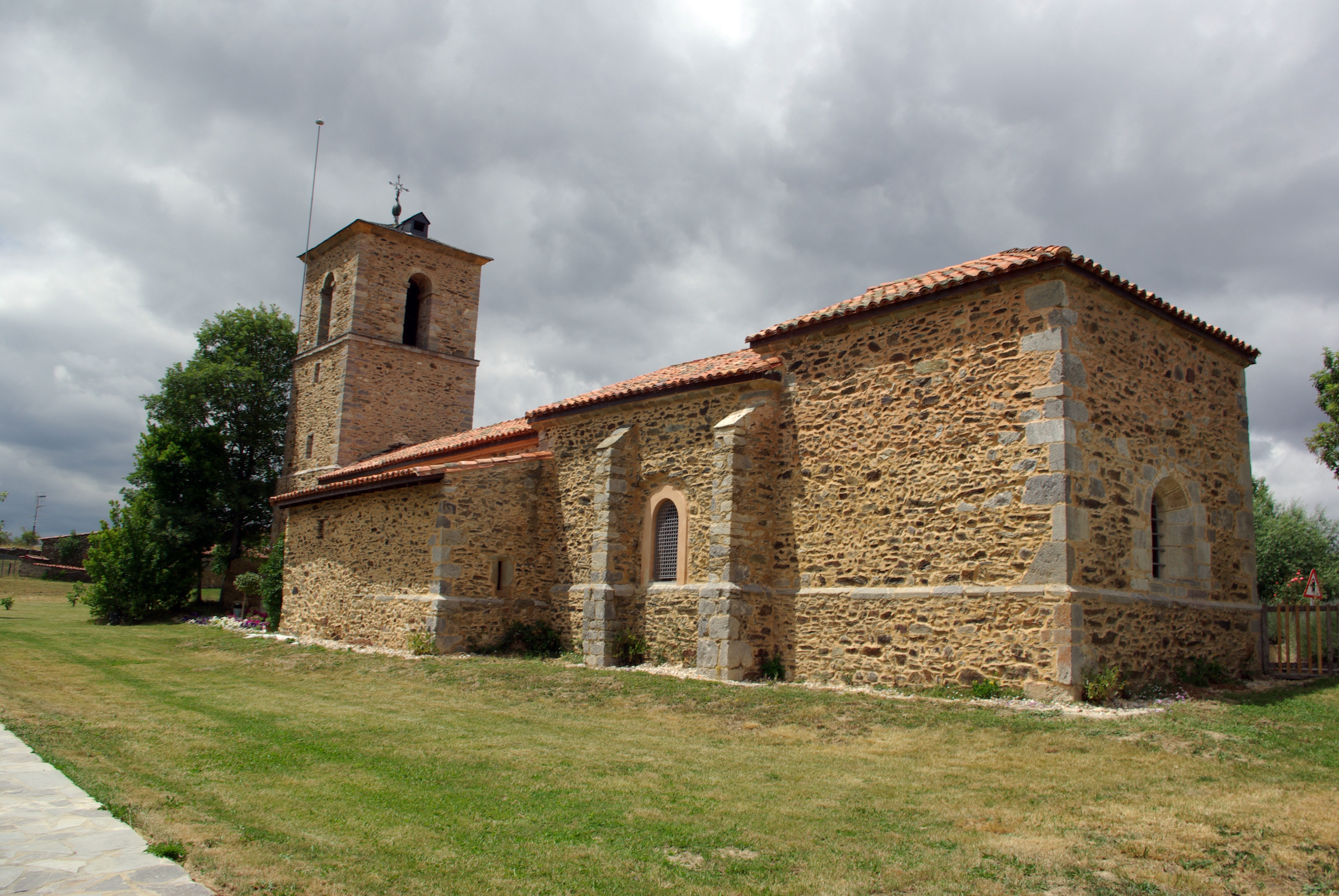
Santuario de Pandorado

Los pueblos de La Lomba de Campestedo cuentan con muchas tradiciones y costumbres de interés, muchas de las cuales se van perdiendo poco a poco por causa de la despoblación. Numerosas entre ellas son compartidas con otros pueblos de la comarca de Omaña y de la provincia de León:
- La queima de la vieya: la quema de manojos de paja en una hoguera al comienzo de la primavera.
- Echar el rastro: esparcir paja por el camino de la casa de la novia al del novio la noche anterior a la boda.
- El palo de los pobres: los vecinos se turnaban para dar posada a los mendigos. Se indicaba la casa en que los pobres se habían hospedado la vez anterior por la presencia de un palo de madera.
- La zafarronada (desfile de carnaval).
- La sitera: trampa que se le preparaba a las alimañas (lobos, zorros, etc.) con un trozo de carne fresca, que se colgaba a tiro de una casa del pueblo en la que se apostaban los cazadores.
- El filandón y el calecho: reuniones de vecinos para pasar el rato contando historias o jugando a las cartas. Los filandones se realizaban en las casa, sobre todo durante las noches de invierno; algunos de los asistentes aprovechaban para realizar tareas domésticas, como el hilado. Los calechos solían tener lugar al aire libre.
- Juego de bolos leoneses.
- El samartino (matanza del cerdo).
- La maquila: la maquila es el pago que recibían los molineros por moler el grano. También se usa el nombre para una danza popular, bailada por un grupo de mujeres y hombres, acompañados por cantos y toque de panderetas. Al final del baile se cobra la maquila, que consiste en que los hombres cogen a su pareja y la levanta en vilo por espacio de dos o tres segundos.
- Romerías y procesiones con motivo de festividades y en el día del santo patrón de los pueblos. Un acontecimiento importante que aún perdura es la romería al santuario de Pandorado, el 15 de agosto.[16] Hasta la década de los 60 del siglo XX, los habitantes de la Lomba celebraban otra romería a Pandorado el martes antes del día de la Ascensión, que acababa al aire libre, en un alto donde se realizaban las rogativas y la bendición de los campos.[17]